# シーフォード (デラウェア州)
シーフォード（英: Seaford）は、アメリカ合衆国デラウェア州のサセックス郡にある都市。人口は7,957人（2020年） 。ナンティコーク川沿いに位置する。メリーランド州にも跨るソールズベリー都市圏に入っている。
サセックス郡の中では最大の都市である。アメリカの小さな町ランキングで第28位に入った。東海岸野球リーグのシーフォード・イーグルスが本拠地にしている。

## 歴史

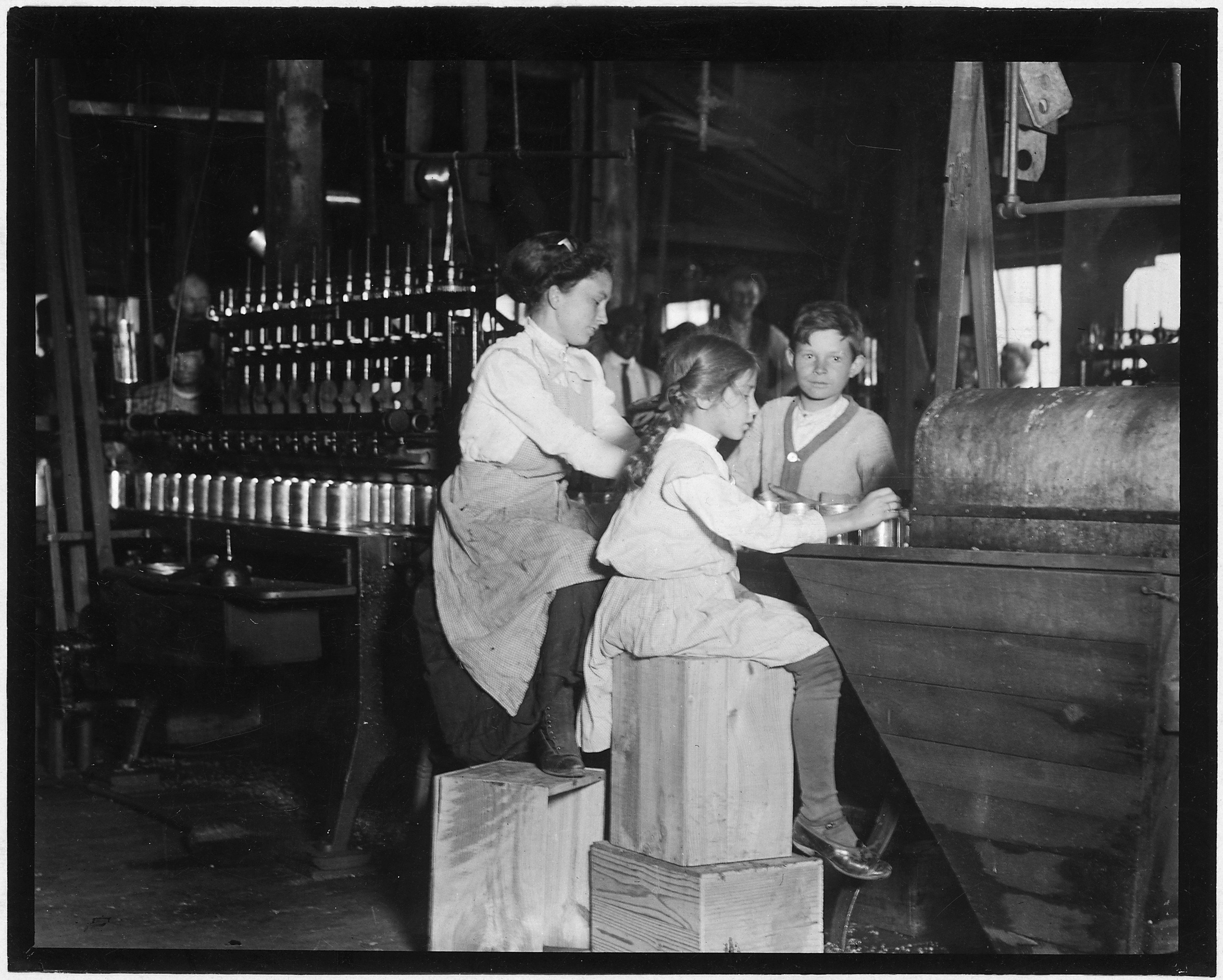
シーフォードのロス缶詰工場で働く児童労働者、1910年、写真家のルイス・ハインが撮影

### 市名の由来
シーフォードはイングランドのイースト・サセックスにあるシーフォードから名称が採られた。

### メリーランド領
サセックス郡の現在の領域の西部と南部は当初、メリーランド植民地の一部として開拓された。シーフォードはブリッジビル、ミドルフォード、その他と共にメリーランド植民地ドーチェスター郡に属していた。一方、ブレイズ、ローレル、コンコードがある地域はサマセット郡に入っていた。地図座標の誤りから現在のデラウェア南側州境の東西方向の線がデルマーからフェンウィックまで引かれたということである。当初合意されていた州境は北のケープ・ヘンローペンの所にあったのでありフォールス・ケープではなかった。もしこの州境が使われていたら、シーフォードはメリーランド州の領域に入っていた。ロンドンの裁判所で長年審理が行われた後、州境は1763年に測量士のメイソンとディクソンが提議したものとなった。

### 中心街の再生
シーフォードは、全国的に行われている町のメインストリートで商業地区を再度活性化させる計画の一部として、デラウェア・メインストリート・プログラムに参加した7つの町の1つになっている。このプログラムは1970年代に全国信託メインストリート・センターによって策定され、それが歴史保存のための全国信託のプログラムになった。1999年から2000年、シーフォードの歴史的中心街とハイ通りは、150万ドルを掛けて、町の景観、通りの舗装、歩道、街灯柱、街路灯、ユーティリティの上級化により、市内の古いスタイルの魅力を保存する大きな改修を行っている。

### アメリカ合衆国国家歴史登録財
以下の建物や地区がアメリカ合衆国国家歴史登録財に指定されている。
ハイ通り200から202Aの建物群、ハイ通り218の建物、ハイ通りとキャノン通りの建物、バートン金物店、J・W・コックス乾物店、シーフォード第一国定銀行、ハーンとローリンズのミル、ローレンス邸、マストン邸、ジェシー・ロビンソン邸、エドガーとラチェル・ロスの邸宅、ウィリアム・H・ロス知事邸、セントルークス・プロテスタント・エピスコパル教会、シーフォード駅複合施設、サセックス・シーフォード国定銀行。

## 地理
シーフォードは北緯38度38分41秒 西経75度36分58秒 / 北緯38.64472度 西経75.61611度 (38.644654, -75.616107)に位置している。
アメリカ合衆国国勢調査局に拠れば、領域全面積は3.5平方マイル (9.1 km2) であり、このうち陸地3.5平方マイル (9.1 km2)、水域は0.04平方マイル (0.10 km2)で水域率は1.14%である。

### 気候
シーフォードは大西洋海岸平原にあり、その気候は大西洋によって穏やかなものとされる。温和な温暖気候であり、暑く湿気た夏と温暖な冬が特徴である。7月、日中の平均最高気温は87 °F (30.6 °C)、最低気温は65 °F (18.3 °C) である。1月では最高が44 °F (6.7 °C)、最低気温は25 °F (-3.9 °C) である。月間降水量が多いのは8月の5.59インチ (142.0 mm) であり、昔から2月は降水量が最も少ない月であり、3.17インチ (80.5 mm) である。
過去最高気温は2011年7月22日に記録された 104 °F (40.0 °C) であり、過去最低気温は1987年1月28日に記録された -13 °F (-25.0 °C) である。

## 人口動態
以下は2000年国勢調査による人口統計データである。
| 基礎データ - 人口: 6,699 人 - 世帯数: 2,629 世帯 - 家族数: 1,664 家族 - 人口密度: 743.2人/km2（1,925.9 人/mi2） - 住居数: 2,809 軒 - 住居密度: 311.7軒/km2（807.5 軒/mi2） 人種別人口構成 - 白人: 64.04% - アフリカン・アメリカン: 30.02% - ネイティブ・アメリカン: 0.37% - アジア人: 1.49% - 太平洋諸島系: 0.19% - その他の人種: 1.72% - 混血: 2.16% - ヒスパニック・ラテン系: 425% 年齢別人口構成 - 18歳未満: 25.6% - 18-24歳: 9.4% - 25-44歳: 24.1% - 45-64歳: 18.9% - 65歳以上: 22.0% - 年齢の中央値: 38歳 - 性比（女性100人あたり男性の人口） - 総人口: 77.6 - 18歳以上: 69.8 | 世帯と家族（対世帯数） - 18歳未満の子供がいる: 31.5% - 結婚・同居している夫婦: 37.8% - 未婚・離婚・死別女性が世帯主: 22.3% - 非家族世帯: 36.7% - 単身世帯: 32.1% - 65歳以上の老人1人暮らし: 15.4% - 平均構成人数 - 世帯: 2.36人 - 家族: 2.95人 収入と家計 - 収入の中央値 - 世帯: 28,402米ドル - 家族: 39,688米ドル - 性別 - 男性: 30,467米ドル - 女性: 23,490米ドル - 人口1人あたり収入: 15,022米ドル - 貧困線以下 - 対人口: 27.6% - 対家族数: 22.0% - 18歳未満: 43.4% - 65歳以上: 13.2% |

## 交通
アメリカ国道13号線が市内を南北方向に通る幹線道路であり、デラウェア州道20号線が東西方向の幹線道路である。国道13号線はサセックス・ハイウェイの一部として、シーフォードと北のブリッジビル、および南のローレルとを繋いでいる。州道20号線は東のミルズボロと、西のメリーランド州の小村リライアンスとを繋いでいる。
商業便のある最寄りの空港はメリーランド州ソールズベリーにあるウィコミコ地域空港である。最寄りの公共空港はローレルにあるローレル空港である。ジョージタウンにはサセックス郡空港と呼ぶ空港もある。この空港は近くにある産業団地の一部として、ジェットサービスの部分がある。
シーフォードを通る貨物鉄道はノーフォーク・サザン鉄道とメリーランド・アンド・デラウェア鉄道が運行している。ノーフォーク・サザン鉄道は南北に通り、国道13号線に並行している。メリーランド・アンド・デラウェア鉄道と交差しており、その西はメリーランド州フェデラルズバーグとケンブリッジに向かう。

## 教育
シーフォードの生徒は多くの公立学校と私立学校の中から選択できる。

### 公立学校
シーフォードにはシーフォード教育学区があり、シーフォード、ブレイズ、コンコード、ミドルフォード、ウッドランドの各町の公立学校を管轄している。この学区には小学校4校、中学校1校、高校1校がある。

### 私立学校
最も著名な私立学校はシーフォード・クリスチャン・アカデミーである。

## メディア

### ラジオ
シーフォードにある唯一のラジオ局はWGBG 98.5 FM であり、市域のすぐ外から電波を送っている。ビッグ・クラシック・ロックを自称している。
伝説のディスク・ジョッキー、ビル・クリスプは、一時期、シーフォードで免許が降りたAM/FMのラジオ局 WSFD/WSUX を所有していた。そのスタジオはシーフォードの南2マイル (3 km) にあるデュアル・ハイウェイ南にあった。AM放送のWSFDは、周波数1280kHz、出力1,000ワット、日中のみの放送をデラウェア州南部に送っていた。番組はアダルト・コンテンポラリーやカントリーだった。1990年代に放送を停止した。FM放送のWSUXは周波数98.3 MHz、出力3,000ワットであり、ステレオ98と呼ばれた。1970年代や1980年代に人気があり、トップ40の番組をメリーランド州東岸やデラウェア州南部に流した。この局は後に売却され、周波数も98.5MHZに変わった。

### テレビ
WDPB-TV 64がシーフォードでは唯一のテレビ局である。フィラデルフィア市のテレビ局WHYY-TVの子会社であり、公共放送サービスの系列である。

### 新聞
シーフォードでは週刊の新聞「シーフォード・スター」が発行されている。モーニング・スター出版社が発行しており、シーフォード住人のブライアントとキャロルのリチャードン夫妻が所有している。一部50セントであり、購読も可能である。

## 見どころ
シーフォードは全ての年齢と興味に対する観光地を自称している。

### 市域内
- シーフォード・クリスマス・パレード - デルマーバ半島では最大のクリスマス・パレード。12月第1土曜日の夜に行われる[14]。
- キワニス公園 - スタイン・ハイウェイ沿いにある記念公園
- ゲイトウェイ公園 - レンガ敷きの歩道、噴水のある公園であり、シーフォード・中心街への入口となっている
- ソロプティミスト公園 - ウィリアムズ池の傍にあり、遊技場やパビリオンがある
- ナッター公園 - 元市会議員ヘンリー・E・ナッター・ジュニアにちなむ命名、市内東部にあり、遊具やバスケットボール・コートがある
- ウィリアムズ池公園 - ナンティコーク・リトルリーグが運営する野球場
- スポーツ複合施設 - 最新の公園、コミュニティが建設した遊技場である新設のジェイズネストがある。ソフトボール場1面が完成していたが、さらにソフトボール場3面、少年用ソフトボール場1面、少年ホッケー場1面、バレーボールコートが計画されている
- ジェイズネスト - コミュニティが建設した遊技場
- フーパーズ・ランディング・ゴルフ & カントリークラブ - 18ホールのゴルフコース、プール、テニスコートのあるパブリックのゴルフ場、近年練習場を改修した[15]
- ナンティコーク川 - シーフォード中心街を流れており、近年、ナンティコーク川歩道が川岸に完成した
- シーフォード博物館 - ハイ通り203にある元は郵便局の建物を使い、シーフォードの歴史で重要なものの保管所となっている。取集品や展示は、インディアンの時代から現代までの歴史を扱っている。シーフォードの当初の地図が展示されている。バリアフリーになっている[16]
- ロス邸宅とプランテーション - パイン通り北延伸部1101にある。元デラウェア州知事ウィリアム・H・H・ロスの住居。敷地は20エーカー (81,000 m2) あり、邸宅以外に農機具が展示された穀物倉、馬車の車庫、ヴィクトリア調のコテージ、デラウェア州では唯一文書に残る丸太造り奴隷宿舎がある。邸宅はレンガ造り、イタリアの別荘風であり、1859年に完成した。ロス家に属する多くのヴィクトリア調家具が備えられている[17]
- ナンティコーク川祭 - 毎年7月の第2週末に3日間開催され、ナンティコーク川はタイヤチューブで流れ下る市民に開放される。遊園地の乗り物は木曜日、金曜日の夜と土曜日終日利用できる。ハイ通りでは屋台が並ぶ。芸人やコメディアンのショーがあり、金曜日と土曜日の夜は無料コンサートが開かれる。10代の女性にはミス川祭ページェント、少女にはリトルミス川祭ページェントがある
- AFRAM 祭 8月第2週末にナッター公園で開催されるアフリカ系アメリカ人の文化を祝う祭

### シーフォード市の近く
- ウッドランド・フェリー - シーフォードの西にあり、日の出から日没まで、週7日、無料で運航されるフェリー。ナンティコーク川を渡す200年の歴史があるケーブル・フェリー、この種のフェリーとして東海岸では数少なくなった。1793年頃にキャノン家が創業、旅人にとって主要渡河手段となり、交易の中心となった。
- U.N.O.I. ミル - 100年以上の歴史があり、現在も当初のトウモロコシ碾き臼があり、商品を生産している
- パティ・キャノン邸 - シーフォードの市外、リライアンスにある。元はジョンソンのクロスロードだった。パティ・キャノンを含む誘拐集団が本部にしていたことで著名である。この集団は強盗や地域の自由黒人を罠にかけることに関わっていた。この家の片面はメリーランド州に、反対面はデラウェア州にあるので都合が良かった。歴史的ランドマークとして、現在も残っている。

## 著名な出身者
- デライノ・デシールズ、メジャーリーグベースボール選手、テキサス・レンジャーズ他、引退後にマイナーチームの監督